# Festival internacional de Blues de Cerdanyola

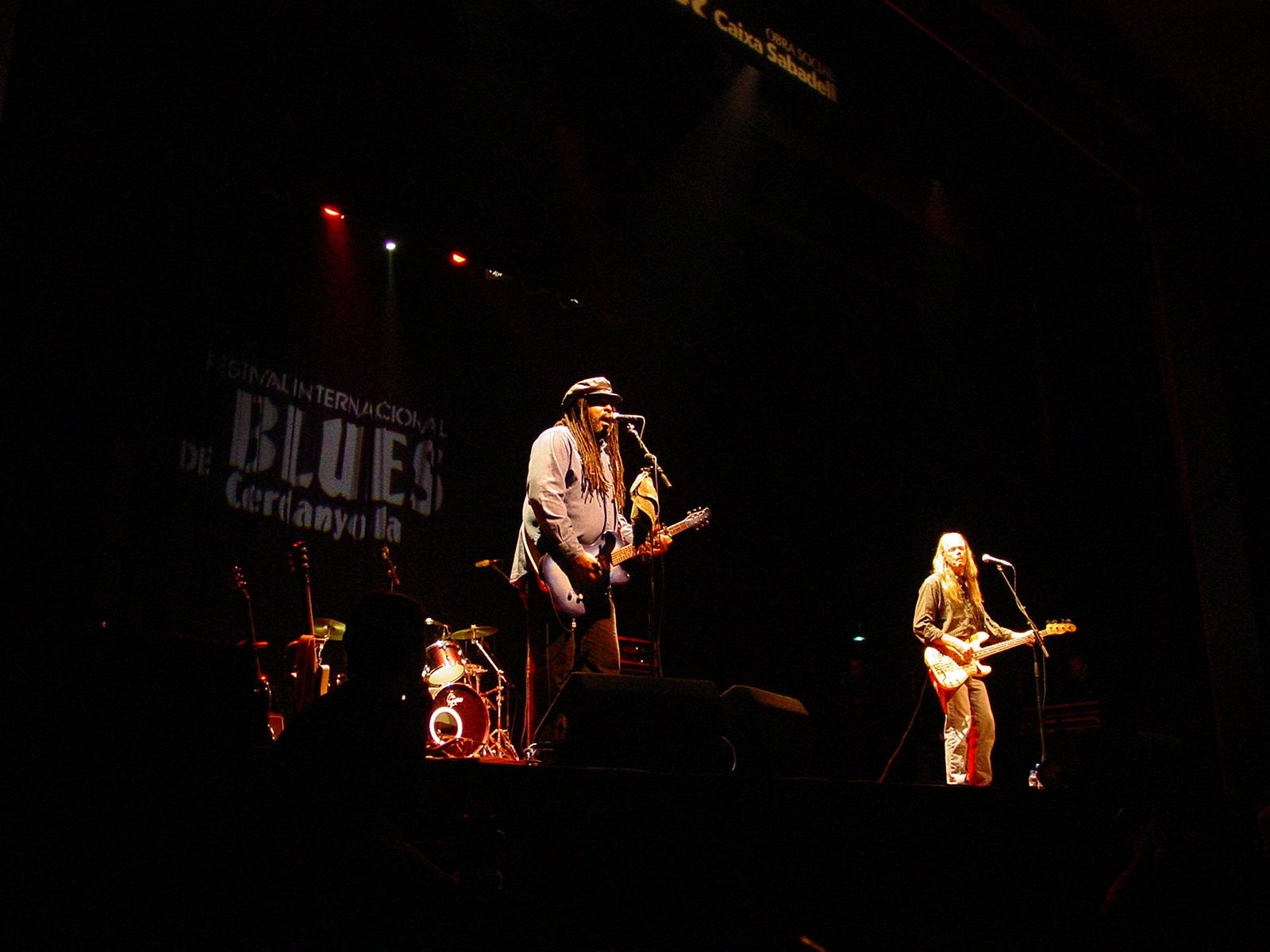
Festival Internacional de Blues de Cerdanyola el 2007

El Festival internacional de Blues de Cerdanyola és un festival de música que té lloc un cop cada any durant el mes d'octubre a Cerdanyola del Vallès, que engloba un conjunt d'actuacions i activitats relacionades amb el blues. El 2007 es va celebrar la vintena edició i el 2012 es va anunciar que se celebraria cada dos anys degut a la crisi.

## Història
El Festival internacional de Blues de Cerdanyola va néixer l'any 1987, amb un únic concert d'estiu. Aquest festival s'ha pogut realitzar des de llavors, anualment, amb la col·laboració d'entitats com l'Ajuntament de Cerdanyola, Cerdanyola Radio, l'Associació d'Amics del Blues de Cerdanyola i el finançament de la Caixa de Sabadell.
Any rere any ha anat millorant la professionalitat i la diversitat de l'oferta. Es tracta actualment d'un festival referent a nivell estatat dins del gènere del blues. En el marc del festival han actuat figures de renom per primera vegada a la península. Als seus escenaris han actuat músics com:
- Big Mama
- Keith B. Brown
- Llibert Fortuny
- Charlie Wood
- Poppa Chubby
- Willy de Ville
- Alvin Youngblood Hart
- The Blind Boys of Alabama
- Johnny Mars
- Lousiana Red
- Duke Robillard
- Otis Rush
- Philip Walker
- Carles Brown
- Hubert Sumlin
- Johnny Winter
- Edgar Winter
- Buddy Guy
- Bob Brozman
- Matt Guitar Murphy
- Mick Taylor
- The Holmes Brothers
- Lucky Peterson
- John Primer
- The Real Deal
- Raimundo Amador
- Rick Derringer
- Solomon Burke
- Johnny Copeland
- Bob Margolin
- Ike Turner
- Víctor Aneiros

## Barbecue & Blues
Una de les activitats amb més renom, semblant al Pícnic Jazz que es realitza al Festival de Jazz Terrassa, és el Barbercue & Blues, un seguit de concerts durant tot el dia a l'aire lliure, a més de paradetes on es pot comprar menjar, beguda, samarretes...